# Ogawa Naoki
Naoki Ogawa (sinh ngày 3 tháng 7 năm 1995) là một cầu thủ bóng đá người Nhật Bản.

## Sự nghiệp câu lạc bộ
Naoki Ogawa đã từng chơi cho Gamba Osaka và Fujieda MYFC.